# Fokker T.IX
Фоккер T.IX (нидерл. Fokker T.IX) — голландский опытный двухмоторный бомбардировщик, представлявший собой цельнометаллический свободнонесущий среднеплан, с экипажем от четырёх до пяти человек. Он оснащался двумя радиальными двигателями Bristol Hercules мощностью 1375 л. с.. Вооружение самолёта размещалось в фюзеляже — здесь могли быть установлены одна 20-мм пушка и до четырёх оборонительных 7,7-мм пулемета, которые были расположены на шкворневых установках в трех оборонительных точках в фюзеляже, но прототип летал без вооружения.

## Разработка и история
Проектирование T.IX было начато в 1938 году, как первый проект цельнометаллического бомбардировщика компании. Это был среднеплан с двумя ребрами и рулями и убирающимся шасси, приводимый в движение двумя Bristol Hercules.

Первый полет совершился 11 сентября 1939 года под управлением летчика-испытателя фирмы Fokker T. Х. Леегстра. 
Самолёт первоначально имел номер 701, но 23 сентября, после доставки опытного экземпляра на другой аэродром, номер сменили на 970.
Испытания прототипа проходили без особых инцидентов, пока 8 марта 1940 года при посадке выявилась неисправность в конструкции шасси и T.IX получил легкие повреждения. Чуть позже он был поврежден при столкновении с дверью ангара.
До начала немецкого вторжения полностью отремонтировать самолёт не успели. Бомбардировщик поставили в ангар, в ожидании результата боевых действий в Голландии. После оккупации Голландии немцы не стали восстанавливать T.IX. Вместо этого они демонтировали двигатели и часть агрегатов самолёта для собственных нужд. В полуразобранном виде самолёт дожил до окончания войны и был отправлен в авиационный музей в Гилзе-Рийен, откуда его отправили на слом в 1960 году.

## Характеристики
Технические характеристики
- Длина: 16.50 метров
- Размах крыла: 24.70 метров
- Высота: 5.10 метров

Лётные характеристики
- Максимальная скорость: 440 км/ч